# Fountain (Colorado)
Fountain és una població dels Estats Units a l'estat de Colorado. Segons el cens del 2000 tenia 15.197 habitants.

## Demografia
Segons el cens del 2000, Fountain tenia 15.197 habitants, 5.039 habitatges, i 4.061 famílies. La densitat de població era de 419,1 habitants per km².
Dels 5.039 habitatges en un 49,2% hi vivien nens de menys de 18 anys, en un 61,7% hi vivien parelles casades, en un 13,6% dones solteres, i en un 19,4% no eren unitats familiars. En el 14,8% dels habitatges hi vivien persones soles el 3,8% de les quals corresponia a persones de 65 anys o més que vivien soles. El nombre mitjà de persones vivint en cada habitatge era de 3,01 i el nombre mitjà de persones que vivien en cada família era de 3,33.
Per edats la població es repartia de la següent manera: un 34,5% tenia menys de 18 anys, un 8,8% entre 18 i 24, un 34,3% entre 25 i 44, un 17% de 45 a 60 i un 5,3% 65 anys o més.
L'edat mediana era de 29 anys. Per cada 100 dones de 18 o més anys hi havia 95,1 homes.
La renda mediana per habitatge era de 42.121 $ i la renda mediana per família de 44.735 $. Els homes tenien una renda mediana de 31.192 $ mentre que les dones 24.000 $. La renda per capita de la població era de 15.975 $. Entorn del 5,9% de les famílies i el 8,3% de la població estaven per davall del llindar de pobresa.

## Poblacions més properes
El següent diagrama mostra les poblacions més properes.